# Maciejowice (Powiat Garwoliński)
Maciejowice ist eine Stadt sowie Sitz der gleichnamigen Stadt-und-Land-Gemeinde im Powiat Garwoliński der Woiwodschaft Masowien, Polen. Zum 1. Januar 2024 erhielt sie  ihr zum 13. Januar 1870 entzogenes Stadtrecht zurück.

## Gemeinde
Zur Stadt-und-Land-Gemeinde Maciejowice gehören folgende 36 Ortschaften mit einem Schulzenamt:
Antoniówka Świerżowska
Antoniówka Wilczkowska
Bączki
Budy Podłęskie
Domaszew
Kawęczyn
Kępa Podwierzbiańska
Kobylnica
Kochów
Kępa
Kraski Dolne
Kraski Górne
Leonów
Maciejowice
Malamówka
Nowe Kraski
Oblin
Oblin-Grądki
Korczunek
Oronne
Ostrów
Pasternik
Podłęż
Podoblin
Podstolice
Podwierzbie
Podzamcze
Pogorzelec
Polik
Przewóz
Samogoszcz
Strych
Topolin
Tyrzyn
Uchacze
Wróble-Wargocin
Weitere Orte der Gemeinde sind Bączki (osada leśna), Domaszew-Młyn, Gulki, Kobylnica-Kolonia, Konopatka, Szkółki Krępskie und Zakręty.